# Kaat De Kock
Kaat De Kock (Bornem, 20 februari 1975) is een Belgische schrijver van jeugdliteratuur en romans.
In 2016 debuteerde ze met jeugdboek Selfie, dat genomineerd werd voor de Jonge Jury debuutprijs. Daarna volgden nog Sterker dan jij, Chemie, Niets om het lijf, Dromenvanger en Wie denk je wel dat je bent?. Nadat ze al een paar jaar verhalen had geschreven voor Flair, verscheen in 2018 haar eerste chicklitroman Het is ingewikkeld en in 2019 Daar gaat de bruid. In 2020 verscheen haar eerste kinderboek Help, ik ben verliefd, dat werd geïllustreerd door cartooniste Christina De Witte en in 2021 het vervolg “Help, ik heb vakantie”. Eind 2021 bracht ze de roman 'Winter in de B&B' uit, het eerste boek in een nieuwe feelgoodreeks.
- Nationale Bibliotheek van Israël: 987010685509505171
- Virtual International Authority File: 289197517